# Битка за Прилеп (1944)
Битка за Прилеп је била војна операција за ослобођење града Прилепа, вођена од стране Народноослободилачке војске Македоније, као дела Народноослободилачке војске Југославије, против Трећег рајха. Била је једна од најистакнутијих битака при Завршним операцијама за ослобођење Македоније.

## Распоред снага
Главни војни план за ослобођење града био је организован од стране команде 41. македонске дивизије НОВЈ. Према плану 41. дивизија НОВЈ заједно са својом артиљеријом би заузела град, истовремено 10. македонска ударна бригада која је била постављена у северном делу Прилепа би напала град. Заједно са 2. македонском ударном бригадом која је била постављена поред запада.

## Ток операције
Штаб 15. македонског корпуса 24. октобра издао је наредбу да 28/29. октобра 41. и 49. дивизија нападну и ослободе Прилеп. Претходно, 27. октобра јединице 41. дивизије ослободиле су Кавадарце.
Дана 29. октобра био је заузет Плетвар од стране 21. бригаде. Немци су били опкољени око села Плетвар. Наредног дана први батаљон је започео напад. Међутим, немачке снаге су се консолидовале и одбиле први и други јуриш. Након 40 сати борбе, Немци су били савладани. Наредног 31. октобра, Немци су били подржани појачаним трупама и вршили су јак притисак да продру поново до Плетвара, али сви њихови покушаји су били неуспешни, јер се бригада добро држала и пружала јак отпор.
Јаке борбе су се водиле и на Марковим кулама. Тамо су немачке снаге биле подржане артиљеријом, а партизанске трупе, иако са мало муниције, нападале су непријатеља чак и камењем. Одржавала их је јака воља и жеља за слободом. При повлачењу ка Варошу и Прилепу, Немци су запалили зграде Института за дуван. Потом су све снаге упутиле ка Плетвару, где су успели да пробију позиције 21. бригаде. Али, покушаји су били спречени од стране Штаба, који је издао наредбу да 5. бригада нападне од касарне и пресече пут за Плетвар.
У зору 3. новембра започео је последњи напад за ослобођење Прилепа. Последњи немачки пуцњи из правца гробља и Вароша убрзо су престали. Најтежи задатак имао је Трећи батаљон који је у великом јуришу, жртвујући се, настојао да зароби што више непријатељских војника. Око седам сати се чуо и последњи немачки низ детонација, када су биле активиране мине испод Ленијског моста. То је била последња акција током борби за Прилеп и у град су ушли ослободиоци.
У последња два дана Прилеп је дао 78 жртава, хероја Народноослободилачке војске Македоније. Немци су претрпели 160 жртава и стотине рањених и заробљених. Са заплењеним оружјем, борци су се упутили ка Битољу, који су ослободили 4. новембра.